# 高台寺 (中国)
高台寺是西夏时期建造的一座寺院，位于今中国宁夏回族自治区银川市掌政镇，因台高三丈，故得名。明朝庆恭王朱寘錖曾下令重修，后被黄河崩没。明万历年间庆王在红花渠东侧的丽景园（今银川市兴庆区）重建，并改名延庆寺，毁于乾隆三年宁夏大地震。乾隆二十三年，民间集资在原址重修高台寺，在《宁夏府志》中被列为朔方八景，后毁于文化大革命。遗址上建起了红花乡高台寺村小学，高台寺村亦得名于该寺。